# John Paish
John Paish (Croydon, 25 marzo 1948) è un ex tennista britannico.
È il figlio di Geoffrey Paish, anch'egli ex tennista.

## Carriera
In carriera ha raggiunto una finale nel singolare al Queen's Club Championships nel 1972, e una di doppio al Welsh Open nel 1971. Nei tornei del Grande Slam ha ottenuto il suo miglior risultato raggiungendo le semifinali di doppio a Wimbledon nel 1973, in coppia con il connazionale David Lloyd.
In Coppa Davis ha disputato un totale di 3 partite, collezionando una vittoria e 2 sconfitte.

## Statistiche

### Singolare

#### Finali perse (1)
| Numero | Anno          | Torneo                             | Superficie | Avversario in finale | Punteggio |
| 1.     | 2 luglio 1972 | Queen's Club Championships, Londra | Erba       | Jimmy Connors        | 2-6, 3-6  |

### Doppio

#### Finali perse (1)
| Numero | Anno           | Torneo              | Superficie | Compagno     | Avversari in finale       | Punteggio     |
| 1.     | 16 luglio 1971 | Welsh Open, Newport | Erba       | John Clifton | Ken Rosewall Roger Taylor | 5-7, 6-3, 2-6 |